# 버밍엄 시티 FC
버밍엄 시티 FC(영어: Birmingham City Football Club)는 잉글랜드 버밍엄을 연고로 하는 축구 클럽이다.
버밍엄은 1875년에 스몰 히스 얼라이언스(영어: Small Heath Alliance)로 창단되어 1905년에 버밍엄 FC로 개명, 다시 1945년에 현재 이름인 버밍엄 시티 FC로 개명하였다. 홈 구장은 세인트 앤드루스 경기장이며 30,009명을 수용할 수 있다.
버밍엄의 1부 리그에서 최고 성적은 1955-56 시즌 6위를 차지한 것이고, 1960년부터 1961년까지 연속으로 인터시티스 페어스컵 (현 UEFA 유로파리그) 결승에 오른적이 있다. 가장 최근 우승은 2011년 아스널을 꺾고 칼링컵에서 우승한 것이다. 애스턴 빌라와는 같은 연고지를 하는 라이벌 관계이며, '세컨드 시티 더비'라 불린다.

## 선수 명단

### 현역
참고: FIFA 자격 규정에 따라 소속된 국가대표팀 국기를 표시합니다. 선수는 복수의 FIFA 비회원국 국적을 가지고 있을 수 있습니다.
| 번호 | 포지션 | 국적             | 이름              |
| ---- | ------ | ---------------- | ----------------- |
| 2    | DF     | 적도 기니        | 에밀리오 은수에   |
| 3    | DF     | 잉글랜드         | 조너선 그라운즈   |
| 4    | DF     | 잉글랜드         | 마크 로버츠       |
| 5    | DF     | 잉글랜드         | 라이언 쇼튼       |
| 6    | MF     |                  | 마이켈 키프텐벨드 |
| 7    | MF     |                  | 로베르트 테셰     |
| 8    | MF     | 잉글랜드         | 크레이그 가드너   |
| 9    | FW     | 자메이카         | 클레이튼 도날드슨 |
| 10   | FW     | 잉글랜드         | 루카스 유트케비츠 |
| 11   | MF     |                  | 미요시 고지       |
| 13   | MF     |                  | 백승호            |
| 14   | FW     | 잉글랜드         | 체 애덤스         |
| 17   | MF     | 세네갈           | 셰이크 은도예     |
| 19   | MF     | 콩고 민주 공화국 | 자크 마그호마     |

| 번호 | 포지션 | 국적         | 이름                        |
| ---- | ------ | ------------ | --------------------------- |
| 20   | MF     | 코트디부아르 | 제레미 보가 (첼시에서 임대) |
| 22   | DF     | 잉글랜드     | 칼 젱킨슨 (아스널에서 임대) |
| 23   | MF     | 웨일스       | 데이비드 코터릴             |
| 25   | DF     | 잉글랜드     | 조쉬 코글리                 |
| 26   | MF     | 잉글랜드     | 데이빗 데이비스             |
| 28   | DF     | 잉글랜드     | 마이클 모리슨               |
| 30   | DF     | 아일랜드     | 코레이 오키피               |
| 33   | DF     | 말리         | 체이크 케이타               |
| 40   | DF     | 잉글랜드     | 폴 로빈슨 (주장)            |
| 44   | FW     |              | 니콜라이 브록-마드센        |
| 45   | DF     | 잉글랜드     | 웨스 하딩                   |
| 50   | MF     | 아일랜드     | 스테판 글리슨               |

## 역대 감독
| 감독            | 임기        |
| --------------- | ----------- |
| 앨프 램지       | 1977 ~ 1978 |
| 해리 레드냅     | 2017        |
| 아이토르 카랑카 | 2020 ~ 2021 |
| 웨인 루니       | 2023 ~ 2024 |

## 역대 우승 기록

### 국내 대회
리그
- 풋볼 리그 2부

우승 (4): 1892–93, 1920–21, 1947–48, 1954–55
- 풋볼 리그 2부 (구 풋볼 리그 3부)

우승 (1): 1994–95
- 풋볼 리그 사우스

우승 (1): 1945-46
- 풋볼 리그 1부 플레이오프

우승 (1): 2001–02
컵
- 칼링컵

우승 (2):  1962-63(vs 아스톤 빌라),   2010-11(vs 아스날)
- 풋볼 리그 트로피

우승 (2): 1990-91, 1994-95
- 버밍엄 시니어 컵

우승 (1): 1904-1905

### 국제 대회
- 인터시티스 페어스컵

● 준우승 (2): 1958-60, 1960-61